# Camp Municipal Narcís Sala
Der Camp Municipal Narcís Sala ist ein Fußballstadion in Sant Andreu de Palomar, einem Stadtviertel im Nordosten der spanischen Metropole Barcelona, Autonome Gemeinschaft Katalonien. Es ist das Heimstadion des Fußballclubs Unió Esportiva Sant Andreu, der in der Saison 2005/06 in der Segunda División B spielte. Oft wird die Anlage auch für diverse Veranstaltungen und Konzerte verwendet.
Das Stadion wurde am 19. März 1970 eingeweiht und fasste insgesamt 18.000 Zuschauer. Am Tag der Einweihung verlor der Gastgeber UE Sant Andreu in einem Freundschaftsspiel gegen den FC Barcelona mit 0:1. Zwei Jahre nach der Eröffnung wurde eine Flutlichtanlage installiert. Heute bietet es nach einer Renovierung im Jahr 2010 auf den Rängen 6.563 Sitzplätze und eine Spielfläche aus Kunstrasen.